# 开元寺泰佛殿

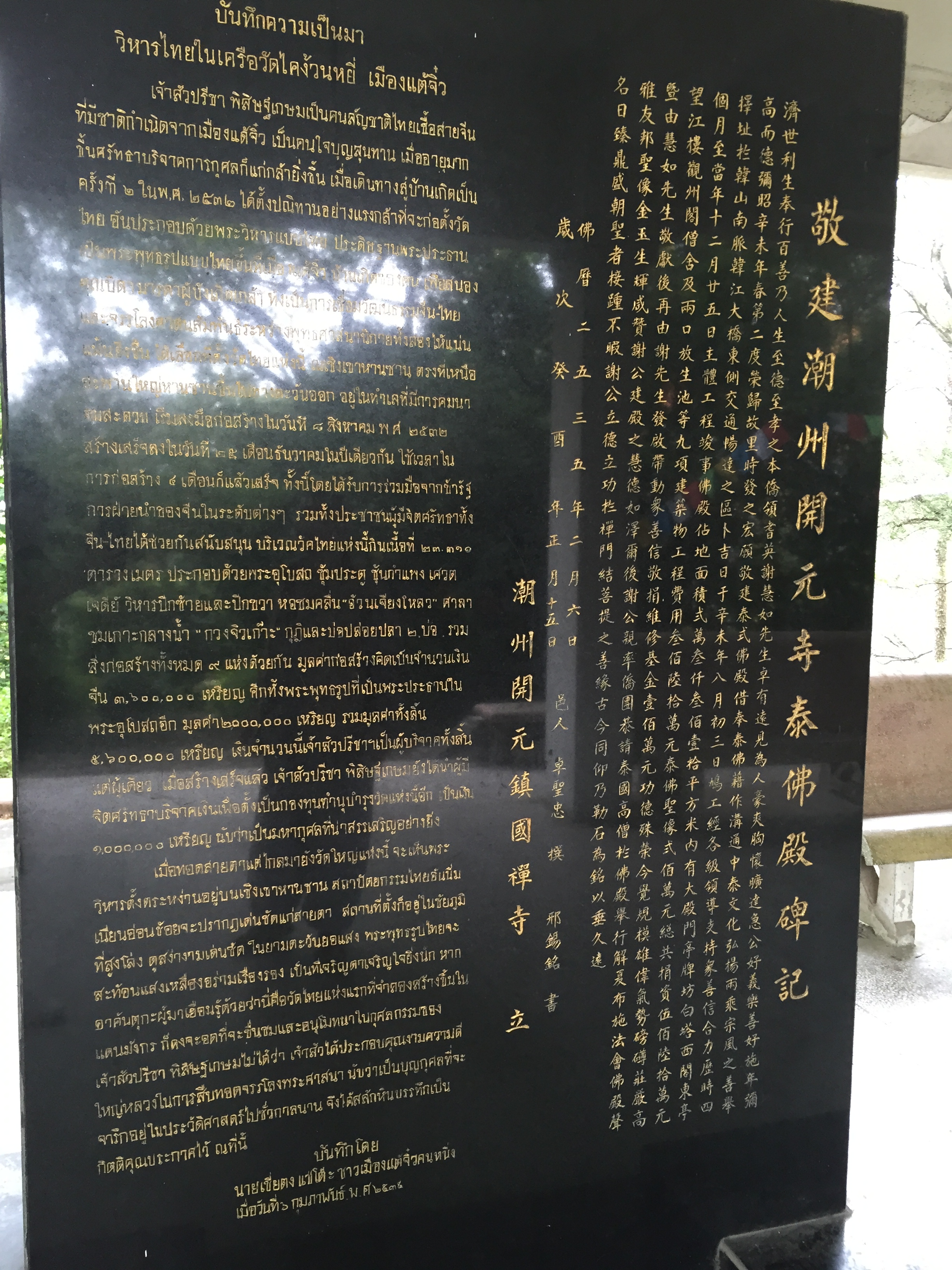
大殿后亭的《敬建潮州开元寺泰佛殿碑记》，左边刻有泰文铭文。

开元寺泰佛殿是位于广东省潮州市湘桥区韩江大桥东侧的泰式佛教建筑，由潮州籍泰国华人谢慧如捐资而建，于1992年2月14日落成。建筑风格模仿自泰国云石寺，殿内供奉素可泰王朝风格释迦牟尼佛（成功佛）像。